# Bennys badekar
Bennys badekar er en dansk tegnefilm fra 1971 med instruktion af Jannik Hastrup og Flemming Quist Møller.
Filmen handler om Benny, der bor i en lejlighed i Høje Gladsaxe. Han flygter fra de voksnes verden til en magisk verden på bunden af sit badekar. Her møder han to sørøvere, tre havfruer, en blæksprutte og en håndfuld andre havdyr.

## Handling
Drengen Benny (stemme: Bo Jakobsen) bor i et højhus Høje Gladsaxe, en forstad, hvor der ikke er meget spændende at give sig til. Bennys mor (Jytte Hauch-Fausbøll) har ikke tid til ham, og i sin kedsomhed går han ud og finder et vandhul. Her finder han en haletudse (Jesper Klein), som han tager med hjem og installerer i badekarret. Haletudsen viser sig at være en forhekset prins, og som tak for at have reddet ham, tager prinsen Benny ned i badekarret, der nu viser sig at være et helt ocean. På turen får Benny opfyldt sit behov for spænding og oplevelser.
Benny kommer tilbage til hverdagen, men hans forældre vinder en bil i et lotteri, og de kører en tur uden Benny, der i stedet inviterer sine kammerater ind i lejligheden, for at de også kan opleve eventyret i badekarret.

## Medvirkende
I filmen lægger følgende stemmer til figurerne:
| Skuespiller             | Rolle                   |
| ----------------------- | ----------------------- |
| Bo Jakobsen             | Benny                   |
| Jesper Klein            | Haletudsen              |
| Peter Belli             | Blæksprutten            |
| Jytte Abildstrøm        | Dagny, moderens veninde |
| Otto Brandenburg        | Hummerdrengen           |
| Jytte Hauch-Fausbøll    | Bennys mor              |
| Rolf Krogh              | Ornitologen             |
| Povl Dissing            | Sørøver                 |
| Per Bentzon Goldschmidt | Sørøver                 |
| Per Tønnes Nielsen      | Cowboy                  |
| Aya                     | Havfrue                 |
| Maia Aarskov            | Havfrue                 |
| Trille                  | Havfrue                 |
| Christian Sievert       | Krabbe                  |
| Allan Botschinsky       | Søhest                  |

## Musik
Musikken i filmen er skrevet af Hans-Henrik Ley og Christian Sievert. Ley skrev musikken til sangene, som Jan Bredsdorff skrev teksterne til. Blandt musikerne finder man en række kendte skikkelser fra den rytmiske musik i perioden som Bjarne Rostvold, Allan Botschinsky, Niels-Henning Ørsted Pedersen, Kenny Drew, Stig Møller foruden Sievert og Quist Møller.
Sange
- "Søhestesangen" (vokal: Bo Jakobsen og Jesper Klein)
- "Blækspruttesangen" (vokal: Peter Belli)
- "Sørøversangen" (vokal: Povl Dissing og Per Goldschmidt)
- "Havfruesangen" (vokal: Trille, Maia, Aya og Otto Brandenburg)

## Baggrund og tilblivelse
Flemming Quist Møller udgav i 1969 billedbogen af samme navn, og det er den, der er forlæg for tegnefilmen. Quist Møller og Hastrup havde nogle år før lavet nogle korte tegnefilm med satirisk og antiautoritært indhold, som ikke var så positivt modtaget, men tidsånden havde ændret sig, så Bennys badekar kom til at udtrykke de politiske og kreative tendenser i tiden.
En række af tidens store navne som Peter Belli, Jesper Klein, Jytte Abildstrøm, Povl Dissing og Trille lægger stemme til figurerne.

## Modtagelse
Ved filmens premiere var anmelderne overvejende positive. Jyllands-Posten kaldte den en "Charmerende tegnefilm", BT kaldte den en "Sprælsk tegnefilm om Benny" og "(..) ny god dansk tegnefilm", Ekstra Bladet skrev blandt andet "En god Quist Møller er 100 gange bedre end en dårlig Disney!" og "BENNYS BADEKAR har den store fordel at være både dansk og nutidig.", mens Land og Folk skrev "Minsandten - her kommer noget så opsigtsvækkende som en dansk tegne- farve- og spillefilm, og så er den tilmed lykkedes."
Bennys badekar modtog en special-Bodil i 1971 og blev i 2006 indvalgt som en af 12 film i Kulturkanonen.